# جاده (فیلم ۱۳۶۰)
جاده نام یک فیلم ایرانی به کارگردانی محمدعلی سجادی و محصول سال ۱۳۶۰ می‌باشد.

## خلاصه داستان
سید پیرمرد ناتوانی است که دو پسر با نام‌های عباس و عبداله دارد. عباس  پدر را مسبب مرگ مادرش می‌داند و با زخم زبان‌هایش او را می‌رنجاند ولی عبداله با پدر مهریان است. عبداله پس از آشنایی با احمد مکانیک سه چرخه‌ای برای پدر می‌سازد ولی پدر در روز اول در اثر استفاده از آن کشته می‌شود...